# يدي درق
يدي درق (مقاطعة غرمي) (بالإنجليزية: Yedi Daraq)‏ هي مستوطنة تقع في قسم اجارود الشرقي الريفي في إيران. يقدر عدد سكانها بـ 41 نسمة .